# Vikarsjön (Ljusdals socken, Hälsingland)
Vikarsjön är en sjö i Ljusdals kommun i Hälsingland och ingår i Ljusnans huvudavrinningsområde. Sjön är 6,7 meter djup, har en yta på 0,146 kvadratkilometer och befinner sig 123 meter över havet. Vikarsjön ligger i Borrsjön-Vikarsjön Natura 2000-område.

## Delavrinningsområde
Vikarsjön ingår i det delavrinningsområde (685672-151278) som SMHI kallar för Utloppet av Vikarsjön. Medelhöjden är 143 meter över havet och ytan är 1,33 kvadratkilometer. Det finns ett avrinningsområde uppströms, och räknas det in blir den ackumulerade arean 1,86 kvadratkilometer. Vattendraget som avvattnar avrinningsområdet har biflödesordning 2, vilket innebär att vattnet flödar genom totalt 2 vattendrag innan det når havet efter 116 kilometer. Avrinningsområdet består mestadels av skog (36 procent), öppen mark (14 procent) och jordbruk (35 procent). Avrinningsområdet har 0,15 kvadratkilometer vattenytor vilket ger det en sjöprocent på 11,4 procent. Bebyggelsen i området täcker en yta av 0,02 kvadratkilometer eller 2 procent av avrinningsområdet.